# Fuente de Cibeles (Mèxic)
La font de Cibeles (en castellà i oficialment, Fuente de Cibeles) es troba a la plaça de Cibeles, avinguda Oaxaca, a dues illes del metro Insurgentes, a Ciutat de Mèxic.
La font original de la qual aquesta és còpia exacta, està situada a la Plaça de Cibeles de Madrid, Espanya. L'original va ser realitzada a instàncies de Carles III per l'arquitecte Ventura Rodríguez i els escultors Francisco Gutiérrez i Roberto Michel entre els anys 1777 i 1792.

## Història

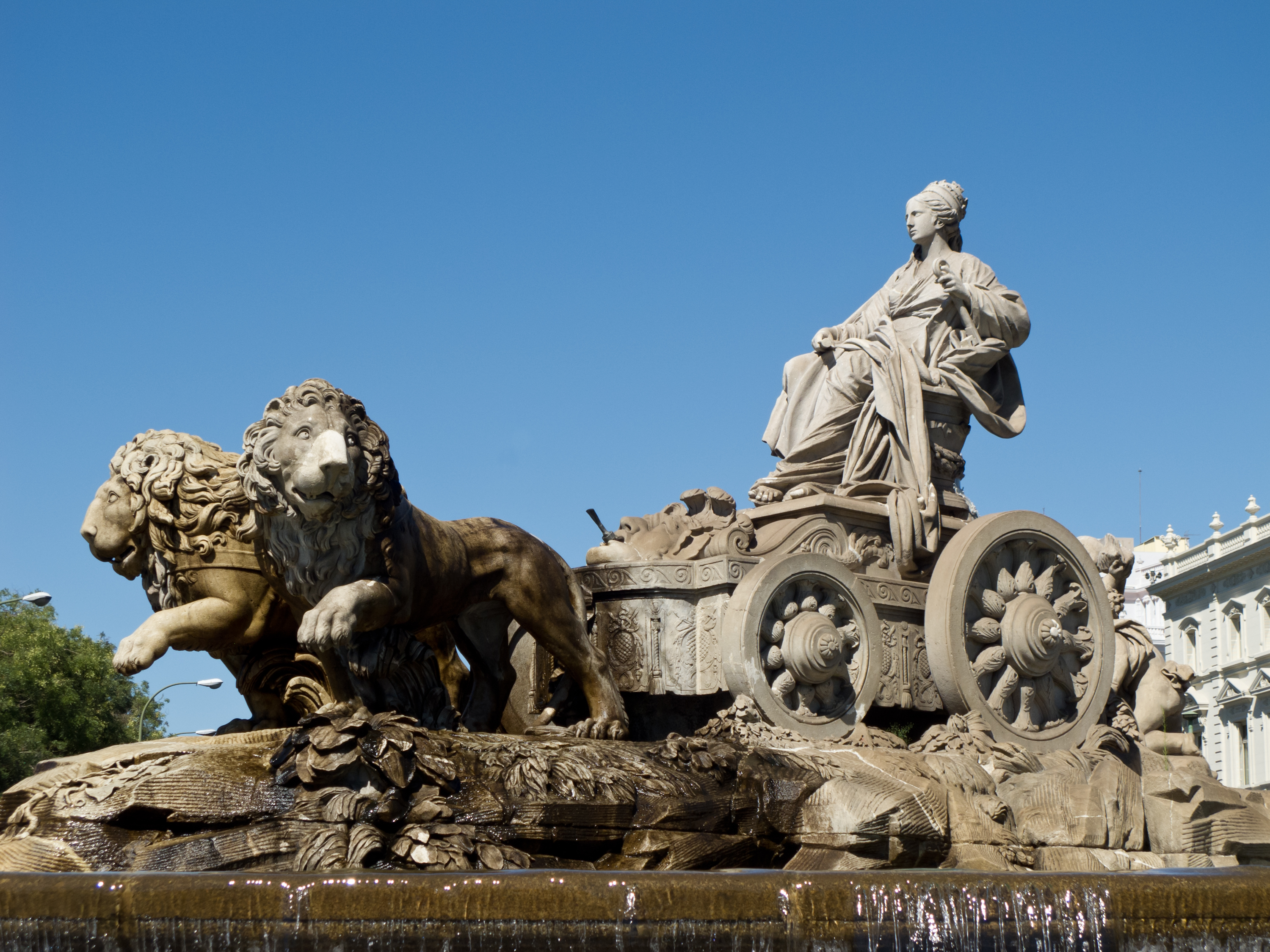
Font original ubicada a Madrid.

Va ser inaugurada el 5 de setembre de 1980 pel president José López Portillo, l'alcalde de Madrid Enrique Tierno Galván i pel cap del DDF Carlos Hank González. El grup d'escultures fa aproximadament 12,5 metres de llarg, 4,7 m d'ample i 5,5 m d'alt amb un pes de 12 tones. Aquesta còpia va ser donada per la comunitat de residents espanyols a Mèxic. S'erigeix com a símbol d'agermanament entre les dues ciutats.
La plaça on estava ubicada ocupa el lloc de l'antiga Plaça de Miravalle, "creada durant el segle xix a la intersecció de les antigues calçades d'accés als terrenys que formaven part de les propietats de la família de la tercera Comtessa de Miravalle" que eren els carrers Durango i Oaxaca. Sota aquesta plaça es localitzava el pou Pimentel que servia com a font secundària d'aigua potable per a la Colonia Roma.
La plaça va ser transformada el 1980 perquè els seus 17,670 m2 s'allotjaran la rèplica exacta de la Fuente de La Cibeles.
El 2011 el Cap de Govern del Districte Federal, Marcelo Ebrard, va anunciar que la font estava entre els 67 immobles que rebrien manteniment o remodelació. La renovació va incloure la "reintegració de peces per fer, la restauració d'escultures de bronze, la rehabilitació del sistema de bombament, millora de les àrees verdes i il·luminació del lloc, per tal d'estalviar 30% del consum d'energia elèctrica." La reinauguració de la font es va realitzar el 21 de gener del 2011 amb una cerimònia presidida per Marcelo Ebrard, l'ambaixador d'Espanya a Mèxic, Manuel Alabart, i el secretari d'Obres i Serveis del Govern del Districte Federal, Fernando Aboitiz.

## Comunitat espanyola
La font va ser donada per la comunitat de residents espanyols a Mèxic i "s'erigeix com a símbol d'agermanament entre ambdues metròpolis", la Ciutat de Mèxic i Madrid.
L'ambaixador d'Espanya a Mèxic, Manuel Alabart, va agrair al cap de govern Marcelo Ebrard per les renovacions realitzades el 2011 en el que va anomenar un "espai emblemàtic" que acosta Madrid a la Ciutat de Mèxic, així com per la "calidesa que la ciutat dona a prop de 40.000 espanyols que viuen al Districte Federal ". De la mateixa manera, Ebrard va ressaltar la tasca emblemàtica de la remodelació, que "enforteix els llaços d'amistat entre Espanya i Mèxic".
Fins i tot els comerços que envolten la plaça Cibeles es caracteritzen pel seu estil i influència madrilenya
i és costum que la font sigui envaïda per aficionats tant espanyols com mexicans que donen suport a la selecció de futbol d'Espanya en la celebració de les seves victòries.

## Simbolisme
La font consisteix en l'estàtua de la deessa de Cibeles, filla del cel i la terra, dona de Saturn i mare de Júpiter, que porta corona, ceptre i una clau, símbols del seu poder sobre la terra i les estacions, que va en un carruatge tirat per lleons. Els lleons representen els personatges mitològics Hipòmenes i Atalanta, la caçadora del grup de Diana.